# Another Story (来生たかおのアルバム)
『Another Story』（アナザー ストーリー）は、1994年にリリースされた来生たかおの18枚目のオリジナル・アルバム（CD〈規格品番：KTCR-1295〉）である。

## 概要
※原則的に、来生たかおは“来生”に省略、来生えつこは“来生えつこ”と表記。
来生姉弟が敬愛する作家の作品タイトルをモチーフにしたコンセプト・アルバムであり、来生えつこは、タイトル使用の意図の説明及び許可を得るため各作家へ自筆の手紙を送ったという。失礼のないよう必死にしたためたその緊張感でアルバム制作にも当たることになり、結果良いものが出来たと語っている。また、各歌詞はあくまでタイトルから想像を膨らませて描いたもので、小説の内容とは一致していないことも断っている。なお、収録曲の「冷たくても夢中」は、来生えつこ自身の小説（『冷たくても夢中』祥伝社／1995年9月）のタイトルである。
ジャケット及びブックレットに使われた写真は、プライベートでもよく訪れる奥多摩で撮影され、愛犬の“マル”も映っている。
本アルバムからメディアはCDのみとなっている。

## 復刻盤
- 2007年3月21日：オリジナル・アルバム、企画アルバムを集めた21枚組CD-BOX『来生たかお大全集』（ユニバーサルミュージック／規格品番：UPCY-6355/75）に1995年版を収録（規格品番：UPCY-6372）。

## パッケージの体裁

### アルバムタイトル
※初出のジャケット表記“Another Story”以外のもの
帯
“アナザー・ストーリー”
なお、各種ディスコグラフィーによっても表記は片仮名やアルファベットになっている。

### ディスクジャケット
- オリジナル版CD：ジュエルケースにブックレットを挿入
- 1995年版CD：ジュエルケースにオリジナル版CDのものを基調としたブックレット（及び、既出オリジナルアルバムのディスコグラフィー）を挿入
- 2007年版CD：ジュエルケースにオリジナル版CDのものを基調としたブックレットを挿入

### 帯のコピー
TBS系全国ネット 愛の劇場「いつの日かその胸に」主題歌「永遠なる序章」を含む10曲収録。

## 収録曲
1. 挟み撃ち（3：52）
  - 作詞：来生えつこ ／ 作曲：来生たかお ／ 編曲：新川博
  - 後藤明生の小説タイトルをモチーフにしている。
  - デモテープの段階では「ジグザグ」（アルバム『ジグザグ』収録）のようなツービートだったが、制作時にたまたまバーシアの来日公演のCMを耳にしているうちに気に入り、編曲に影響したという[3]。
2. 永遠なる序章（4：34）
  - 作詞：来生えつこ ／ 作曲：来生たかお ／ 編曲：星勝
  - TBS系ドラマ『愛の劇場 いつの日かその胸に』（1994年10月31日 - 12月28日）の主題歌として使用され、第31弾オリジナル・シングル（1994年12月1日リリース）としてシングルカットされた（ジャケット写真は本アルバムと同じものが使用されている）。
  - 椎名麟三の小説タイトルをモチーフにしている。
  - 元々、提供曲として考えていた楽曲だったため、来生は本アルバムへの収録に違和感があったという[3]。
3. 枯葉の寝床（4：49）
  - 作詞：来生えつこ ／ 作曲：来生たかお ／ 編曲：萩田光男
  - 森茉莉の小説タイトルをモチーフにしている。
  - 当初、アルバムの1曲目として考えており、改めてヴォーカルの難しさを痛感した楽曲でもあるという[3]。
4. ひとりよがりの人魚（5：04）
  - 作詞：来生えつこ ／ 作曲：来生たかお ／ 編曲：星勝
  - 田中小実昌の小説タイトルをモチーフにしている。
  - 往年のポップスをイメージした懐かしい楽曲で、歌詞とのマッチングもぴったりと述べている[3]。
5. 冷たくても夢中（4：14）
  - 作詞：来生えつこ ／ 作曲：来生たかお ／ 編曲：林有三
  - 来生えつこ自身の小説タイトルをモチーフにしている。
  - メロディーはアルバム『SOMETHING ELSE』（1989年）よりも前に作られており、オケは第30弾オリジナル・シングル「やわらかな刺激」と共に録音していたという[3]。
6. 幕が下りてから（4：31）
  - 作詞：来生えつこ ／ 作曲：来生たかお ／ 編曲：萩田光男
  - 安岡章太郎の小説タイトルをモチーフにしている。当初、安岡の処女作「ガラスの靴」をタイトルに考えていたが、曲とのマッチングが上手く行かなかったため、本タイトルになったという[3]。
  - 来生によれば、1960年代のアメリカン・ポップスのイメージであるという[3]。
7. 不意の出来事（4：09）
  - 作詞：来生えつこ ／ 作曲：来生たかお ／ 編曲：萩田光男
  - 吉行淳之介の小説タイトルをモチーフにしている。
  - 来生によれば、歌謡曲をイメージした楽曲で、フランク永井の「君恋し」や井上ひろしの「雨に咲く花」等が源泉だという[3]。また、冒頭の4小節に入れられたハミングは、作曲の段階から来生えつこに要望を出していたという[4]。
8. 檸檬（4：46）
  - 作詞：来生えつこ ／ 作曲：来生たかお ／ 編曲：新川博
  - 梶井基次郎の小説タイトルをモチーフにしている。
  - 本アルバム中、最も好きな楽曲として挙げている[3] 。
9. 夏わかば（3：59）
  - 作詞：来生えつこ ／ 作曲：来生たかお ／ 編曲：松田真人
  - 野坂昭如の小説タイトルをモチーフにしている。来生えつこは、野坂の青春が叙情的に描かれた瑞々しい小説と評している[5]。ちなみに、タイトル借用の承諾を逸早く知らせて来たのは野坂だったという[3]。
  - 服部良一風のジャージーな雰囲気を意図し、本アルバム用に最初に作った最初の楽曲で、演奏は編曲の松田をはじめバックバンドの“スタートル”が担当している[3]。
10. 風と共に去りぬ（5：52）
  - 作詞：来生えつこ ／ 作曲：来生たかお ／ 編曲：萩田光男
  - 大久保康雄・訳の小説タイトルをモチーフにしている。来生は当初からコンサートの最後に歌う楽曲として考えており、来生えつこは相応しいタイトルを探すのに苦労したという[3]。

## 参加ミュージシャン
記載なし

## 参加スタッフ
- Executive Producer：多賀英典
- Co-Producer：本間一泰
- Director：加瀬丈裕
- Additional Directer：加瀬丈裕
- Recording & Mixdown Engineer：清水高志（MIX）
- Additional Engineer：松藤暢彦（MIX）
- Assistant Engineer：M.Takamatsu、H.Ohta、Y.Miya、N.Fujiwara、S.Anne（MIX）、Y.Tsukamoto（naUta）
- Mastering Engineer：原田光晴（DISC LAB）
- Artist Manager：小松裕二（BASIC）
- Sales Promoter：末崎正展
- Artist Management：BASIC, INC.
- A&R Supervisor：竹脇隆（BASIC）、軽部重信
- Contractor：Naomi Niimura
- Lyrics Co-ordination：宮崎真哉
- Art Direction & Design：Hironobu Fujita
- Photography：蓮井幹夫
- Styling：Hisashi“MOKO”Kitazawa
- Hair & Make-Up：Chisako Ohira
- Visual Co-ordination：Toshiyuki Shinke
- Special Thanks To Chiharu Kasuga（大映テレビ）、Ken Uchino（TBS）、Hideo Kubota（日音）、Kazushi Higashi（T.F.M）、K.Tajima（naUta）、N.Tanabe、E.Ichikawa、M.hayashi、マル、 渡辺智加（BASIC）、ÉDIFICE